# Поповский сельский совет (Новосанжарский район)
Поповский сельский совет (укр. Попівська сільська рада) — входит в состав Новосанжарского района Полтавской области Украины.
Административный центр сельского совета находится в с. Попово.

## Населённые пункты совета
- с. Попово
- с. Бечевое